# Evan McEachran
Evan McEachran (ur. 6 marca 1997 w Oakville) – kanadyjski narciarz dowolny, specjalizujący się w slopestyle'u i big air. W Pucharze Świata zadebiutował 4 marca 2012 roku w Mammoth Mountain, zajmując 50. miejsce w slopestyle'u. Pierwsze pucharowe punkty zdobył 8 lutego 2013 roku w Silvaplanie, zajmując ósme miejsce w tej samej konkurencji. Na podium zawodów tego cyklu po raz pierwszy stanął 26 listopada 2017 roku w Stubaital, kończąc rywalizację w slopestyle'u na drugiej pozycji. Uplasował się tam między Norwegiem Øysteinem Bråtenem i Colbym Stevensonem z USA. W 2017 roku wystartował na mistrzostwach świata w Sierra Nevada, gdzie zajął czternaste miejsce w slopestyle'u. Rok później zajął szóste miejsce na igrzyskach olimpijskich w Pjongczangu. W 2019 roku, na mistrzostwach świata w Park City zajął dziewiąte miejsce w big airze. W styczniu 2020 roku zdobył srebrny medal w slopestyle'u podczas Winter X Games 24 w amerykańskim Aspen. Rok później na Winter X Games 25 w tej samej konkurencji był trzeci.

## Osiągnięcia

### Igrzyska olimpijskie
| Miejsce | Dzień     | Rok  | Miejscowość | Konkurencja | Zwycięzca      |
| ------- | --------- | ---- | ----------- | ----------- | -------------- |
| 6.      | 18 lutego | 2018 | Pjongczang  | Slopestyle  | Øystein Bråten |
| 9.      | 9 lutego  | 2022 | Pekin       | Big air     | Birk Ruud      |
| 24.     | 16 lutego | 2022 | Pekin       | Slopestyle  | Alexander Hall |

### Mistrzostwa świata
| Miejsce | Dzień    | Rok  | Miejscowość   | Konkurencja | Zwycięzca        |
| ------- | -------- | ---- | ------------- | ----------- | ---------------- |
| 14.     | 19 marca | 2017 | Sierra Nevada | Slopestyle  | McRae Williams   |
| 9.      | 2 lutego | 2019 | Park City     | Big Air     | Fabian Bösch     |
| DNS     | 6 lutego | 2019 | Park City     | Slopestyle  | James Woods      |
| 8.      | 13 marca | 2021 | Aspen         | Slopestyle  | Andri Ragettli   |
| 5.      | 16 marca | 2021 | Aspen         | Bir Air     | Oliwer Magnusson |

### Puchar Świata

#### Miejsca w klasyfikacji generalnej
- sezon 2012/2013: 146.
- sezon 2013/2014: 253.
- sezon 2014/2015: 133.
- sezon 2015/2016: 37.
- sezon 2016/2017: 107.
- sezon 2017/2018: 55.
- sezon 2018/2019: 64.
- sezon 2019/2020: 88.

Od sezonu 2020/2021 klasyfikacja generalna została zastąpiona przez klasyfikację Park & Pipe (OPP), łączącą slopestyle, halfpipe oraz big air.
- sezon 2020/2021: 17.
- sezon 2021/2022: 26.

#### Miejsca na podium w zawodach
1. Stubaital – 26 listopada 2017 (slopestyle) – 2. miejsce
2. Mammoth Mountain – 20 stycznia 2018 (slopestyle) – 3. miejsce
3. Cardrona – 7 września 2018 (big air) – 2. miejsce
4. Mammoth Mountain – 9 stycznia 2022 (slopestyle) – 3. miejsce